# Cermeño
Cermeño est un corregimiento situé dans le district de Capira, province de Panama Ouest, au Panama. En 2010, la localité comptait 1 946 habitants.